# Susanna Harutiunián
Susanna Harutiunián (15 de febrero de 1963) es una prosista, narradora  armenia. Miembro de la Unión de Escritores de Armenia (2013).

## Biografía
Susanna Harutiunián nació en la aldea de Karchaghbiur de la zona de Vardenis, provincia de Guegharkunik, en 1963. Egreso de la Facultad de Filología del Instituto Pedagógico Armenio Jachatur Abovián. Trabajó en el Comité de Prensa de Armenia y en la prensa republicana. Ha publicado en la prensa literaria en armenio y ruso. Sus obras han sido traducidas al ruso, inglés, alemán, francés, rumano, farsi, kazajo, griego, georgiano, ucraniano, azerbaiyano y árabe, y se han publicado en las colecciones Creaciones de escritoras de Armenia contemporánea y El tiempo de vivir, en Druzhba narodov y otras revistas en lenguas extranjeras.

## Premios
- Premio del fondo literario "Hrant y Manushak Simonián" por la colección Noticias de la vida, 2006
- Premio anual "Derenik Demirdjian" de la Unión de Escritores de Armenia por la colección La referencia es al otoño, 2008
- Premio "Ara Abrahamian" por la novela corta Mapa sin tierra ni aguas, 2010
- Premio del presidente de RA 2015 por la novela Los córvidoss antes de Noah, 2016